# Екібен
Екібен (яп. 駅弁) — особливий тип упакованої їжі бенто, що продається в потягах і на вокзалах Японії. Вони йдуть з одноразовими паличками (за необхідності) або ложками. Контейнери для екібен можуть бути виготовлені з пластику, дерева або кераміки. Багато залізничних станцій стали відомими своїм екібеном, виготовленим із місцевих страв (мейбуцу).
Екібен вперше почали продавати на залізничних станціях наприкінці XIX століття. В той час подорож на залізничному транспорті була довгою, саме тому екібен був розроблений у той час. З 80-х років ХХ сторіччя популярність екібен почала занепадати, оскільки в Японії авіаперельоти стали доступнішими, а поїзди — швидшими. Проте численні екібен все ще можна придбати на станціях та в поїздах, деякі з них можуть пропонуються в унікальних контейнерах, які можуть служити сувенірами чи предметами колекціонування.
Їжа в стилі екібен також популярна в Східній Азії, особливо на Тайвані.

## Історія

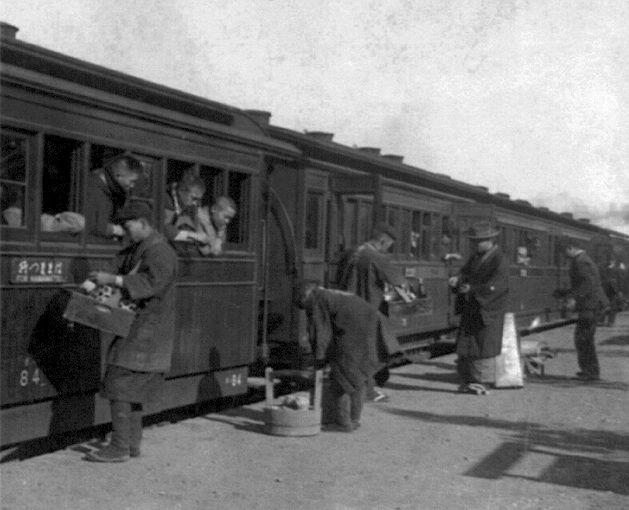
Продавці екібен обслуговують пасажирів поїзда в 1902 році

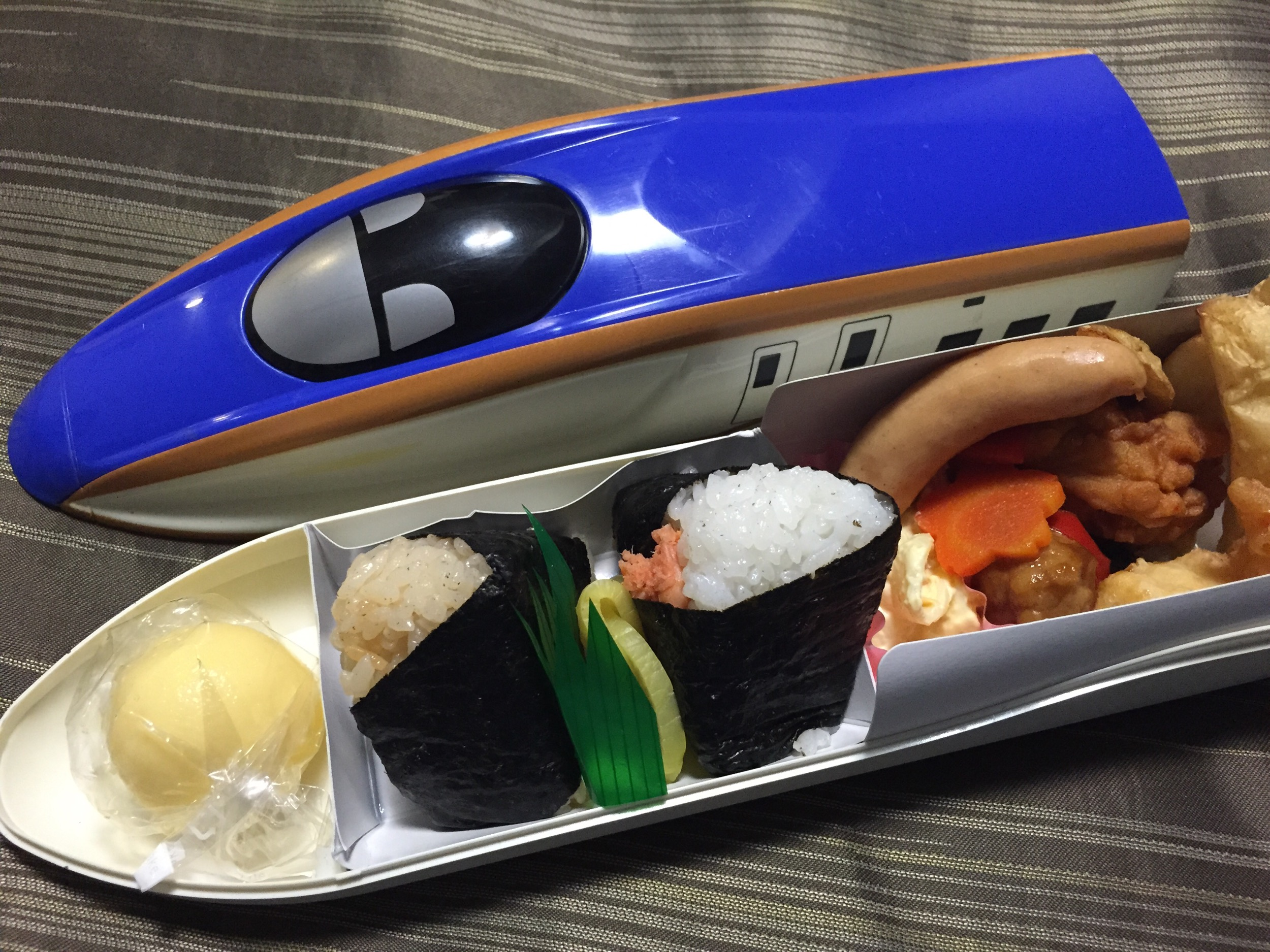
Екібен в оригінальній декоративній коробці

Слово екібен походить від «eki», що означає залізнична станція, і «ben», що є скороченням від bento (коробкова їжа). Під час перерв у виставах театру кабукі продавали макуноуті-бенто(«ланч між актами»). До створення залізниці мандрівники готували або купували їжу, яку для зручності зберігали в дерев'яних коробках для бенто, які продавалися в чайних. З появою залізниць вони перетворилися на екібен. Вважається, що перший продаж екібен відбувся в 1885 році на станції Уцуномія. Спочатку пропоновані екібени були простими стравами, а саме онігірі, загорнуті в молоде бамбукове листя. Ідея продавати екібен швидко поширилася на залізничних станціях по всій країні, і в 1888 році перший стандартний екібен з рисом і кількома гарнірами продавали на станції Хімедзі.
На початку 20-го століття багато станцій почали пропонувати екібен, де подавали страви, приготовані з місцевих делікатесів, а потім це стало традицією. Зараз вони можуть бути розроблені спеціально та бути унікальними для кожного регіону, а також зустрічатися лише на місцевих залізничних станціях. Наприклад — ікамеші , яку подають на станції Морі на Хоккайдо. У багатьох місцях екібен став сувеніром місцевої кухні для туристів, який виробляють в оригінальній, унікальній упаковці.
Залізничні подорожі в Японії були популярними після Другої світової війни. В середині 1980-х років, за оцінками, щодня споживалося дванадцять мільйонів коробок. До 1980-х авіаперельоти були дорогими, і мандрівники, як правило, користувалися поїздами, які тоді були набагато повільнішими, тому екібени були необхідні під час довгих подорожей потягом. З 1987 по 2008 рік кількість виробників екібенів скоротилася на 50 %. Швидкісні поїзди, такі як Сінкансен, не зупиняються на багатьох зупинках під час поїздки, що сприяло занепаду станції, на яких більше не пропонують екібен. Однак в 1990-х роках, коли вагони-ресторани були прибрані з потягів, популярність екібена зросла. Екібена тепер також доступний за межами залізничного вокзалу в універмагах та аеропортах.

## Галерея

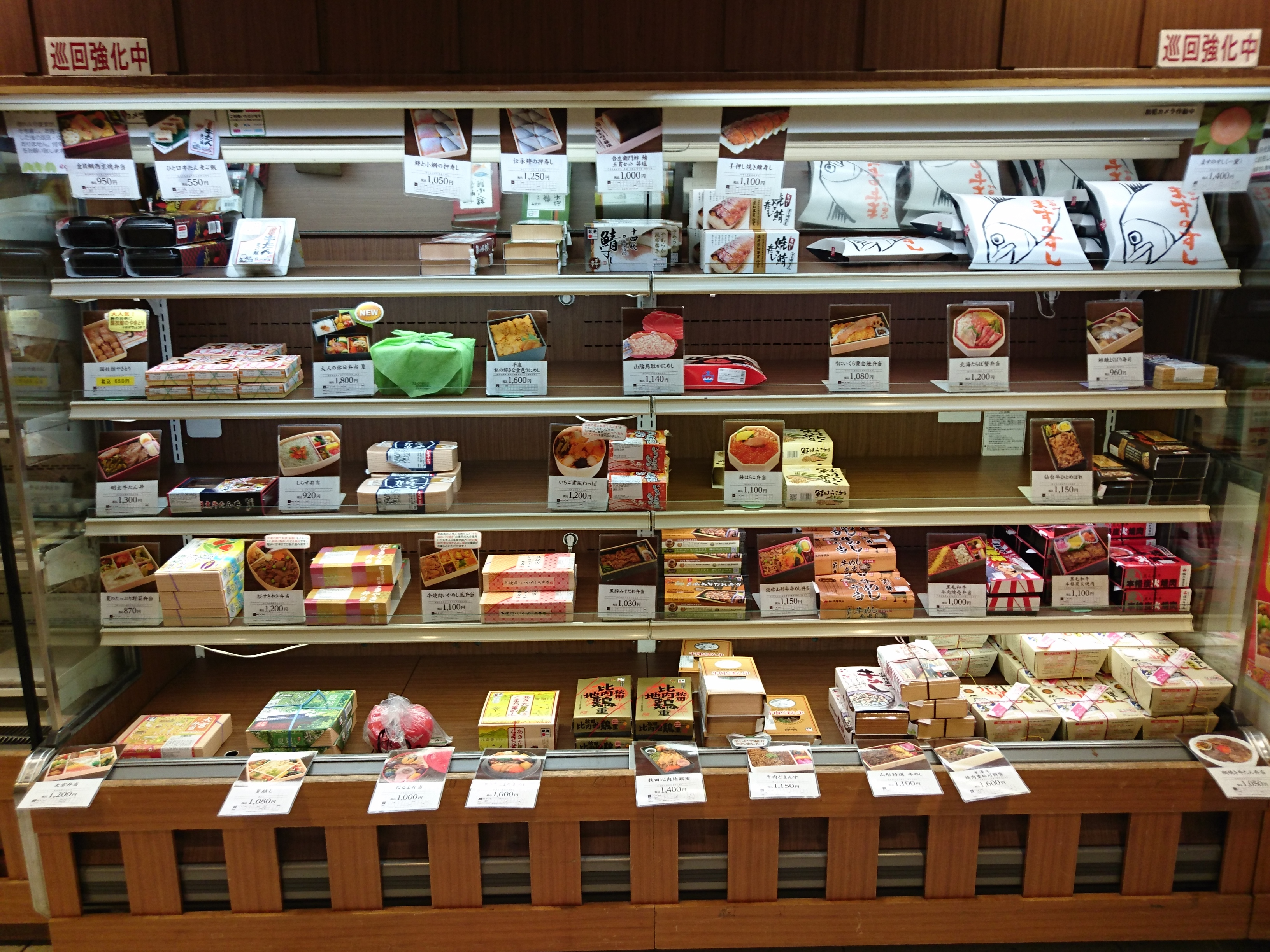
Різноманітність екібенів у продажу на вокзалі
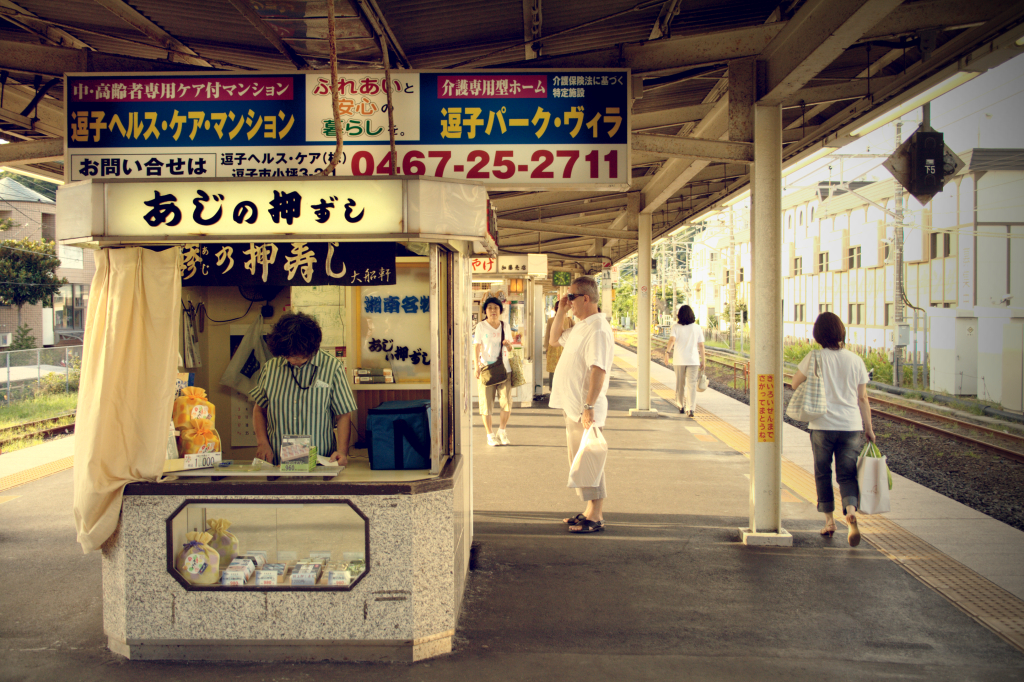
Магазин Екібен на платформі на станції Камакура
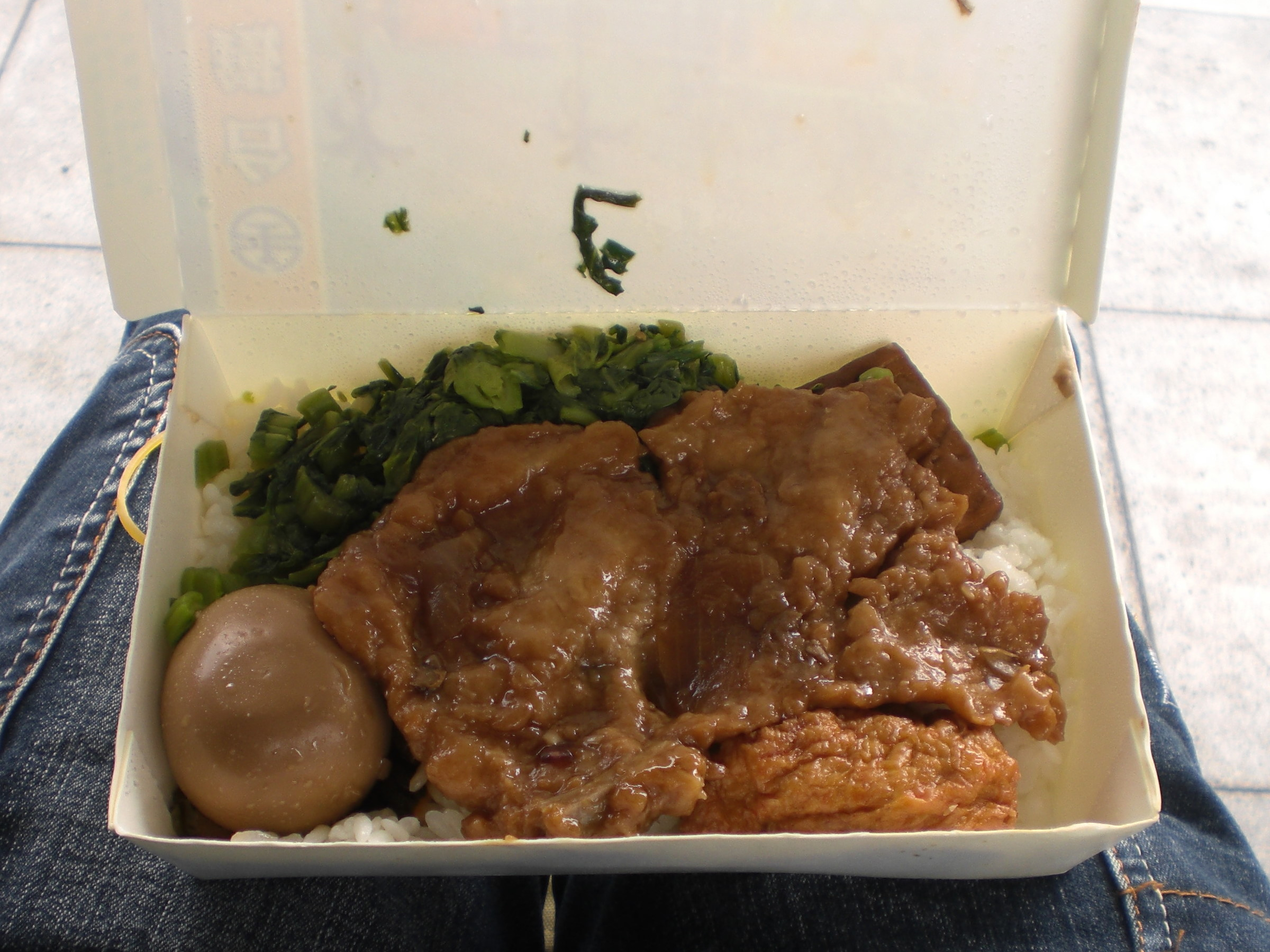
Екібена на тайванській залізниці
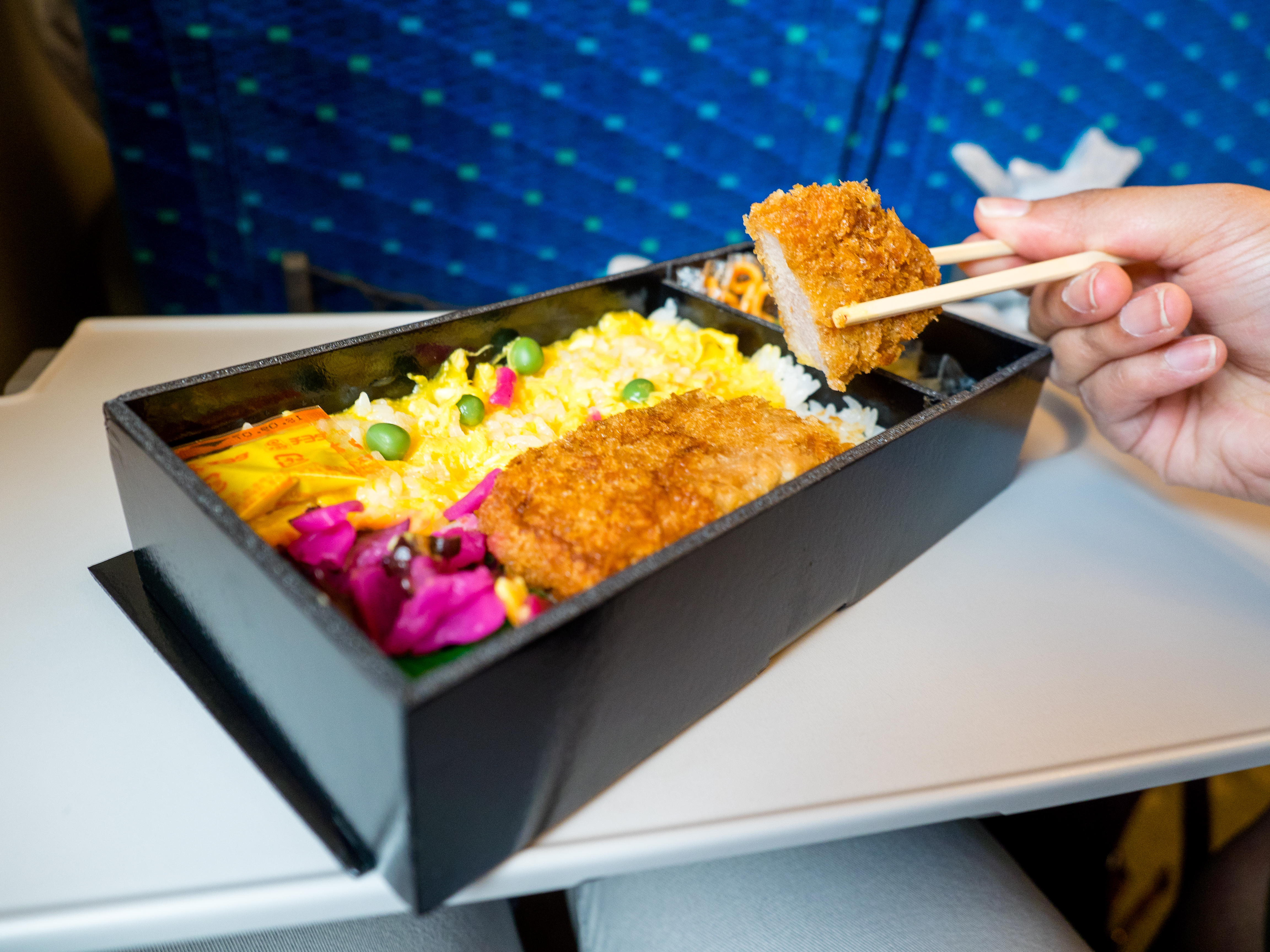
Екібена на станції Хіросіма
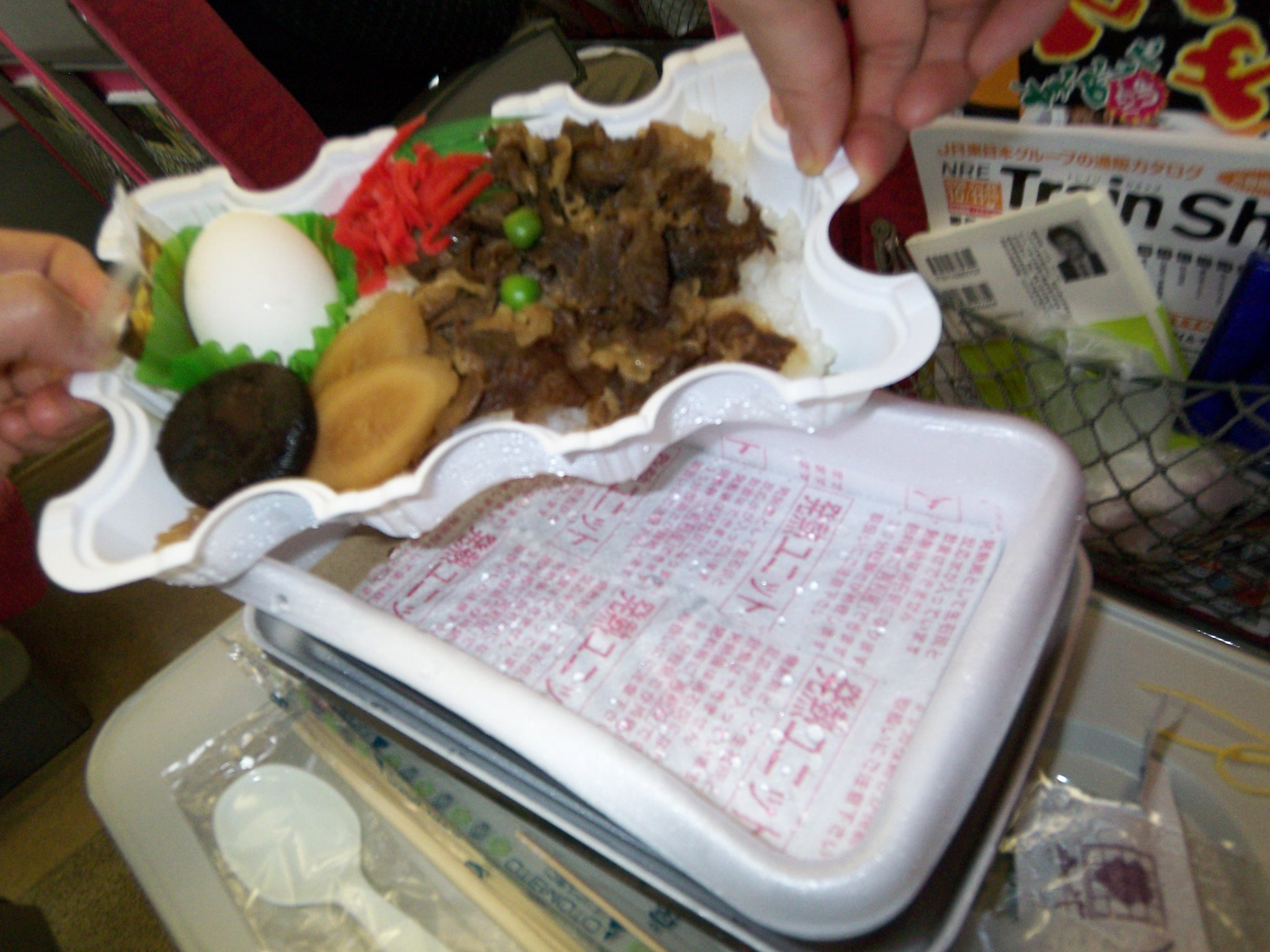
Екібена на станції Йонезава, з нагрівачем, який використовується для нагрівання вмісту